# Robert Joseph Jean-Marie Maréchal
Robert Joseph Jean-Marie Maréchal (1926) es un botánico belga

## Algunas publicaciones
- Maréchal, R; JM Mascherpa, F Stainier. 1978. Etude taxonomique d'un groupe complexe d'espècies des genres Phaseolus et Vigna (Papilionionaceae) sur la base de donées morphologiques et polliniques, traitées par l'analyse informatique. Boissiera 28:1–273
- ----; JP Baudoin. 1988. A base collection of wild and botanical forms of Phaseoleae-Phaseolinae. pp. 91–102. En: Genetic resources of Phaseolus beans ed. P. Gepts. Dordrecht, Holanda: Kluwer Academic Publ.
- Baudoin, JP; RM Marechal. 1988. Taxonomy and evolution in genus Vigna. En: Int. Mung bean Symp. II. Asian vegetable Res. and Dev. Center. Taiwán pp. 1–12

## Honores

### Eponimia
Especies (9 registros)
- (Fabaceae) Phaseolus marechalii A.Delgado 2000

- La abreviatura «Maréchal» se emplea para indicar a Robert Joseph Jean-Marie Maréchal como autoridad en la descripción y clasificación científica de los vegetales.[1]